# Pierre Volla
Pierre Volla, né le 16 juillet 1981 à Beaumont (Puy-de-Dôme), est un cavalier français de dressage.
En 2016, il remporte le titre de champion de France Pro Élite à Vierzon avec Badinda Altena.
Il est sélectionné pour participer aux Jeux olympiques d'été de 2016.